# 1668 Hanna
1668 Hanna eller 1933 OK är en asteroid i huvudbältet, som upptäcktes 24 juli 1933 av den tyske astronomen Karl Wilhelm Reinmuth i Heidelberg. Den har fått sitt namn efter upptäckarens svärdotter Hanna Reinmuth.
Asteroiden har en diameter på ungefär 24 kilometer.